# Microregione di Vale do Paraíba Fluminense
Vale do Paraíba Fluminense è una microregione dello Stato di Rio de Janeiro in Brasile, appartenente alla mesoregione di Sul Fluminense.

## Comuni
Comprende 9 comuni:
- Barra Mansa
- Itatiaia
- Pinheiral
- Piraí
- Porto Real
- Quatis
- Resende
- Rio Claro
- Volta Redonda